# Норфолк, Лоуренс
Лоуренс Но́рфолк (англ. Lawrence Norfolk; род. 1 октября 1963, Лондон) — английский писатель, лауреат литературной премии Сомерсета Моэма.

## Биография
Детство Норфолка прошло в Ираке, где его отец до 1967 года работал инженером. В 1986 году он окончил Королевский колледж Лондонского университета по специальности «английская литература». Позже начал преподавать, писать эссе для газет и журналов. Стал автором ряда постмодернистских романов на историческом и мифологическом материале, которые привлекли внимание критики, получили ряд премий, были переведены на большинство европейских языков и на турецкий.

## Романы
- Lemprière's Dictionary / Словарь Ламприера  (1991, премия Сомерсета Моэма)
- The Pope's Rhinoceros / Носорог для папы римского (1996)
- In the Shape of a Boar / В обличье вепря (2000)
- John Saturnall's Feast / Пир Джона Сатурналла (2012)

## На русском языке
- Словарь Ламприера. М.: Эксмо, 2003 (переиздан в 2006)
- В обличье вепря. СПб.: Домино; М.: Эксмо, 2009
- Носорог для папы Римского. СПб.: Домино; М.: Эксмо, 2010
- Пир Джона Сатурналла. М.: Иностранка, 2013